# Джованні Джустініані Лонго
Джованні Джустініані Лонго (італ. Giovanni Giustiniani Longo; 1418 — 1 червня, 1453, Хіос, Генуезька республіка) — генуезький і візантійський воєначальник, кондотьєр. Відомий, як герой оборони Константинополя навесні 1453 року.

## Біографія
Джустініані був членом могутньої родини Доріа і, ймовірно, був родом з острова Хіос. Хоча про його походження відомо небагато, відомо, що Джустініані був професійним найманцем, що вказує на те, що він, ймовірно, не був первістком у своїй сім'ї, оскільки наймані дворяни зазвичай обирали таке життя через відсутність спадщини.
Джованні Джустініані набрав загін приблизно з 700 найманців у січні 1453 року на службу імператору Костянтину XI. Імператор довірив Джустініані «найкритичнішу точку на стінах» навколо воріт Святого Романа (прямо посередині стін), і його загін, можливо, був посилений членами великої генуезької громади в Константинополі. Завдяки своїм видатним здібностям мав величезний авторитет серед захисників Константинополя.
Під час вирішального штурму міста наприкінці травня 1453 року Джустініані був сильно поранений у груди яничарами — арбелетною стрілею або кулею. Його віднесли на корабель, і він разом із залишками свого загону відпливли до генуезького форпосту на острові Хіос, де Джустініані помер від ран. Через втечу генуезців з поля бою оборона Константинополя посипалася, і османи увірвалися всередину міста.
Хоча Джустініані був харизматичним лідером (імператор Костянтин, здавалося, перейнявся до нього симпатією), візантійці поступалися османській армії чисельністю 1 до 11, і в такій безнадійній ситуації Джованні Джустініані мало що міг зробити.